# Divisió B (Metro de Nova York)
La Divisió B (B Division en anglès) és una de les dues divisions del Metro de Nova York. La Divisió B opera les línies per on circulen els serveis o rutes designats per lletres (A-Z) i les llançadores de Franklin Avenue i Rockaway Park.
Les línies i serveis d'aquesta divisió eren operades per Brooklyn-Manhattan Transit Corporation (BMT) i Independent Subway System (IND), BMT acabà sent controlada per la ciutat a partir de 1940 com IRT de la Divisió A mentre que IND sempre havia estat propietat de la ciutat. Els trens de la Divisió B són més amples, més llargs i més pesants que els de la Divisió A, concretament mesuren 3 per 18 o 23 metres.
Habitualment es refereix a la divisió com IND Division i BMT Division com havia estat fins al 1940.

## Llista de línies
A continuació es pot veure un llistat de les línies de la Divisió B i en parèntesis els serveis de cada línia:
- Fourth Avenue Line (D N R)
- Sixth Avenue Line (B D F V)
- Eighth Avenue Line (A C E)
- 60th Street Tunnel Connection (R)
- 63rd Street Line (BMT) (fora de servei)
- 63rd Street Line (IND) (F)
- Archer Avenue Line (BMT) (J/Z)
- Archer Avenue Line (IND) (E)
- Astoria Line (N W)
- Brighton Line (B Q)
- Broadway Line (N Q R W)
- Canarsie Line (L)
- Chrystie Street Connection (B D)
- Concourse Line (D)
- Crosstown Line (G)
- Culver Line (F G)
- Franklin Avenue Line (S)
- Fulton Street Line (A C)
- Jamaica Line (J/Z M)
- Myrtle Avenue Line (M)
- Nassau Street Line (J/Z M)
- Queens Boulevard Line (E F R V)
- Rockaway Line (A S)
- Sea Beach Line (N)
- West End Line (D)